# Tell Me (canção de Diddy)
"Tell Me" é uma canção do rapper norte-americano Diddy, gravada para o seu quarto álbum de estúdio Press Play. A canção contém a participação da cantora Christina Aguilera. Foi escrita por Diddy, Sean Jones, Shannon Knight e Jack Lawrence, enquanto que a produção ficou a cargo de Just Blaze. A canção contém origens estilísticas de Hip hop, com influências de R&B.
O single foi lançado em 14 de Novembro de 2006. Depois do seu lançamento, a canção teve um sucesso moderado nas paradas, onde seu maior pico foi na Finlândia que chegou ao número #2, na Alemanha chegou ao número #5. No Reino Unido, a canção teve um ótimo desempenho, chegando ao número #8 e se tornando um hit por lá. Nos Estados Unidos a canção chegou apenas número #47 da Billboard Hot 100 e número #14 na tabela da Rap Songs.

## Antecedentes
Na versão original da canção, Danity Kane faria a participação junto com Diddy, mas Diddy preferiu os vocais de Aguilera para a canção.
A canção teve sucesso em vários países, mas não conseguiu ser um grande sucesso nos Estados Unidos, provavelmente devido à falta de promoção. "Tell Me" recebeu aclamação da crítica, onde muitos destacaram a canção como ponto alto do álbum Press Play.

## Videoclipe
O vídeo de "Tell Me" foi filmado durante a última semana de setembro de 2006 em Los Angeles e foi dirigido por Erik White. O vídeo estreou pela TRL em 30 de Outubro de 2006. O vídeo entrou nas paradas TRL, dois dias depois, no número #10. No Reino Unido, o vídeo estreou em 17 de Novembro de 2006, sendo o mesmo dia em que Aguilera começou sua turnê mundial, Back to Basics Tour.